# Bandaranaike International Airport
Bandaranaike International Airport (förkortas ofta BIA) är en internationell flygplats belägen i Katunayake som ligger 35 km (22 mi) norr om Sri Lankas huvudstad Colombo. Flygplatsen är nav för SriLankan Airlines. BIA är Sri Lankas enda internationella flygplats och administreras av Airport and Aviation Services (Sri Lanka) Ltd. Flygplatsen får sitt namn från Solomon Bandaranaike.

## Historia
Flygplatsen började som en brittisk militär flygplats under andra världskriget. 1957 lämnades flygplatsen över till Royal Ceylon airforce (RCYAF) och delar av flygplatsen tillhör fortfarande Sri Lankas flygvapen. Under kommunikationsminister Anil Moonesinghe så beslutades det 1964 att bygga en internationell flygplats med kanadensiskt bistånd för att ersätta Ratmalana. Den nya flygplatsen var färdig 1967 och samma år började Air Ceylon med Hawker Siddeley Trident och Vickers VC10 leasad från BOAC. Under en kort tid var flygplatsen även nav för TWA. 
Flygplatsen bytte namn till Bandaranaike International Airport 1970 efter Solomon Bandaranaike, senare till Katunayake International Airport 1977 men sedan tillbaka till Bandaranaike International Airport 1994. 
Omkring klockan 03:30 på morgonen den 24 juli 2001 genomförde de Tamilska tigrarna en attack mot den militära flygbas som ligger i anslutning till flygplatsen. Totalt 19 människor, varav 14 tamilska tigrar, två kommandosoldater ur Sri Lankas armé och tre personer ur Sri Lankas flygvapen, omkom vid självmordsattacken mot flygbasen. De rebeller som överlevde attacken tog sig över till den civila flygplatsen, där de förstörde flera trafikflygplan. 13 kommersiella och militära flygplan förstördes helt eller delvis vid attacken mot det 4 kvadratkilometer stora komplexet. Inga flygpassagerare eller flygbolagsanställda miste livet. Attacken är en av mest uppmärksammade som genomförts av de Tamilska tigrarna och en av de materiellt mest destruktiva terroristattackerna i flygets historia.

## Framtid
BIA har genomgått flera expansioner de senaste åren, i november 2005 öppnade en ny pir med åtta aerobridges, den första av denna typ i Sri Lanka. Landningsbanan håller på att få en ny beläggning och flygplatsen på att få förbättrade kommunikationer med tåg och motorväg till huvudstaden Colombo och inrikesflygplatsen Ratmalana. Framtida expansioner som diskuteras inkluderar: en andra landningsbana som kan klara av Airbus A380, åtta nya gater, en inrikesterminal, ett fem våningar högt parkeringshus samt ett femstjärnigt hotel i nära flygplatsen.

## Flygbolag som flyger på BIA

### Passagerar- och fraktflyg
- Air Arabia (Sharjah)
- Austrian Airlines (Male, Vienna)
- Cathay Pacific (Hongkong, Bangkok, Singapore)
- Condor Airlines (Frankfurt)
- CSA Czech Airlines (Prague, Dubai)
- Emirates (Dubai, Malé, Melbourne, Singapore, Sydney)
- Etihad Airways (Abu Dhabi)
- Gulf Air (Bahrain, Muscat, Abu Dhabi)
- Indian Airlines (Chennai, Bombay, New Delhi)
- Jet Airways (Chennai)
- Kuwait Airways (Kuwait)
- LTU International Airways (Düsseldorf, Munich)
- Malaysia Airlines (Kuala Lumpur)
- Martinair (Amsterdam)
- Oman Air (Muscat)
- Pakistan International Airlines (Karachi)
- Qatar Airways (Doha)
- Royal Jordanian (Amman)
- Sahara Airways (Chennai)
- Saudi Arabian Airlines (Riyadh, Dammam, Jeddah)
- SriLankan Airlines (Abu Dhabi, Bahrain, Bangalore, Bangkok, Beijing, Bombay, Dammam, Doha, Dubai, Frankfurt, Hongkong, Hyderabad, Karachi, Kochi, Kozikode, Kuala Lumpur, Kuwait, London-Heathrow, Madras, Male, Muscat, New Delhi, Paris-Charles de Gaulle, Riyadh, Singapore, Thirvananthapuram, Tiruchirapally, Tokyo-Narita)
- Singapore Airlines (Singapore)
- Thai Airways International (Bangkok)

### Fraktflyg
- China Airlines
- Korean Air

## Övrigt

### Säkerhetsbegränsningar
På grund av hot mot säkerheten får varje passagerare som flyger till eller från flygplatsen endast ha tre gäster som följer med till avresehallen eller väntar i ankomsthallen. 

### Andra faciliteter
- Det finns flera butiker i transit- och avresehallen som säljer juveler, keramik, konsthandverk, batik, blommor, böcker och vykort.
- Restaurang öppen 24 timmar
- Lounger: Sri Lanka “First Class and Peacock” och Airport & Aviation Service “Lotus”.
- Banker: Bank of Ceylon, Hatton National Bank, People’s Bank, Sampath Bank, Seylan Bank, bankerna finns i avgångs- och ankomsthallerna och har öppet 24 timmar om dygnet.
- Postkontor: finns i ankomsthallen och transit lounge.
- Parkering: 
  - Parkering vid terminalen: Rs. 60 (500 meter från terminalen).
  - Parkering på avstånd: Rs. 50 per bil/van.

(Källa: www.srilankatourism.org.)